# Megaelosia apuana
Espèce
Statut de conservation UICN

 DD  : Données insuffisantes
Megaelosia apuana est une espèce d'amphibiens de la famille des Hylodidae.

## Répartition
Cette espèce est endémique du Brésil. Elle se rencontre :
- dans l'État d'Espírito Santo dans la municipalité de Domingos Martins ;
- dans l'État du Minas Gerais dans la municipalité de Simonésia.

Sa présence est incertaine dans la municipalité de Santa Teresa dans l'État d'Espírito Santo.

## Description
Les 2 spécimens adultes mâles observés lors de la description originale mesurent entre 78,0 mm et 97,2 mm de longueur standard et les 2 spécimens adultes femelles observés lors de la description originale mesurent entre 92,2 mm et 94,6 mm de longueur standard. Son dos est brun vert avec des taches jaunâtres. Ses flancs sont réticulés de gris clair et présentent de nombreuses petites taches jaunes. Sa gorge et son abdomen est gris tacheté de jaune.

## Étymologie
Son nom d'espèce, du tupi apuana, « agile », lui a été donné en référence à sa vivacité.

## Publication originale
- Pombal, Prado & Canedo, 2003 : A new species of giant torrent frog, genus Megaelosia, from the Atlantic Rain Forest of Espírito Santo, Brazil (Amphibia: Leptodactylidae). Journal of Herpetology, vol. 37, no 3, p. 453-460 (texte intégral).